# Basic4android
Basic4Android(現在はB4Aとして知られています)は、Anywhere Software Ltdによって開発および販売されているネイティブAndroidアプリケーション用の高速アプリケーション開発ツールです。
B4Aは、Javaによるプログラミングの代替手段です。言語自体は Visual Basic や Visual Basic .Net に似ていますが、ネイティブの Android 環境に適応しています。B4Aは、オブジェクトベースのイベント駆動型言語です。
B4A には、画面サイズの異なる携帯電話やタブレットを対象とするユーザー インターフェイスを構築するプロセスを簡素化するビジュアル デザイナーが含まれています。コンパイルされたプログラムは、AVD Manager エミュレーター、または Android Debug Bridge と B4A Bridge を使用して実際の Android デバイスでテストできます。
B4Aは、Google Play、Samsung Apps、Amazon Appstoreなどのアプリストアにアップロードできる標準の署名付きAndroidアプリケーションを生成します。特別な依存関係やランタイムフレームワークは必要ありません。
2020年2月以降、フルバージョンは100%無料です(ドネーションウェア)。

## アプリケーション
B4Aは、ゲーム、データベース、コネクティビティ、センサー、ハードウェアなど、あらゆるタイプのアプリケーションをサポートします。

## ライブラリ
B4Aは、Javaライブラリを介してネイティブAPIと対話します。B4A ライブラリは、Java jar ファイルと、B4A に付属するツールによって生成される XML ファイルの 2 つのファイルで構成されます。

## コミュニティ
2013年には、オンラインコミュニティには約100,000人の登録開発者がいました。

## ドキュメント類
2013 年 10 月に Wyken Seagrave によって Basic4Android の本が出版されています。

## その他
- Mono for Android
- Comparison of programming languages

1. ↑  B4A github